# Lucienne Signoret-Ledieu
Lucienne Signoret-Ledieu, née Marie Lucie Ledieu à Nevers (Nièvre) le 10 août 1853 et morte le 28 février 1904 à Arcueil, est une sculptrice française.

## Biographie
Née dans un milieu ouvrier de Nevers, Marie Lucie Ledieu devient l'élève du sculpteur Jean Gautherin (1840-1890). Elle fait partie du comité féminin de l'Union centrale des arts décoratifs. Pour la commémoration de la libération de Saint-Pierre-le-Moûtier par Jeanne d'Arc, le 4 novembre 1429, la ville lui commande une statue de sa libératrice.
Son buste Le Soir lui vaut une lettre d'éloge d'Alexandre Dumas fils.
Octave Mirbeau (1848-1917), journaliste et écrivain normand, critique d'art, écrit à propos d'elle : « Une grande artiste, trop peu connue, hélas et qui a tout simplement l'âme de Donatello »,.
Elle demeure au 72, rue du Faubourg-Saint-Jacques à Paris. En 1876, elle épouse le sculpteur François Léon Signoret et appose par la suite son nom au sien, « Signoret-Ledieu ».

## Collections publiques

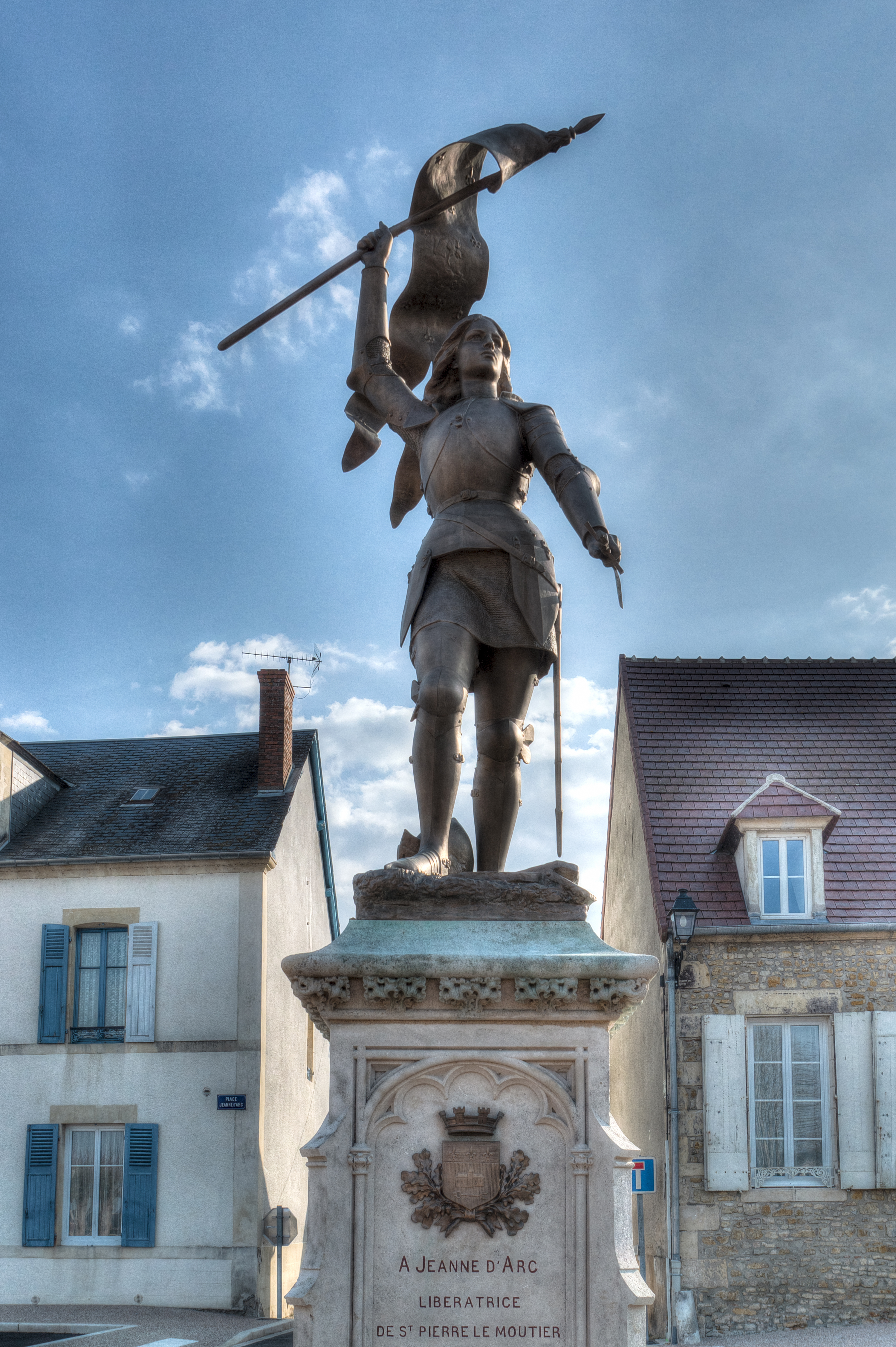
Monument à Jeanne d'Arc (1902), Saint-Pierre-le-Moûtier.

- Chambéry, musée des Beaux-Arts : Fileuse, bronze, fonte Thiébaut frères.
- Clermont-Ferrand, musée d'Art Roger-Quilliot : Ruth, 1855.
- Dijon, musée des Beaux-Arts : La Fileuse, 1886, bronze, 77 cm.
- Nevers, musée municipal Frédéric-Blandin : Buste de femme, plâtre patiné sur piédouche, 79 × 57 × 37 cm[7].
- Saint-Pierre-le-Moûtier : Monument à Jeanne d'Arc, 1902, statue en bronze. Le piédestal porte l'inscription : « À Jeanne-d'Arc, libératrice de Saint-Pierre-le-Moûtier en 1429 »[8].
- Vaucouleurs, hôtel de ville, musée de l'Imagerie johanique : Jeanne d’Arc en bergère, 1904, statuette en bronze[9].

## Salons
- 1878 : L'Innocence, buste.
- 1879 : Mignon enfant, buste.
- Salon des artistes français :
  - 1881 : Jeune esclave, buste ;
  - 1883 : Au Champ, statuette ; La Veuve de M. Gautherin ; Fileuse du Berri ;
  - 1886 : Fileuse, statuette ;
  - 1887 : Ruth (musée de Nevers) ; Buste de femme ;
  - 1889 : Diane chasseresse, récompensé sous le titre Nymphe de Diane ;
  - 1892 : Le Travail et l'Étude ;
  - 1894 : Coquetterie, buste ;
  - 1895 : Espièglerie, terre cuite, jeune femme nue assise dans un fauteuil ;
  - 1897 : Salomé ; Sans-gêne ;
  - 1900 : Encrier ;
  - 1902 : Jeanne d'Arc, achat de la Ville de Saint-Pierre-le-Moûtier.

## Expositions
- Exposition universelle de 1889 : La Pileuse du Berri, statue en plâtre[10].
- Exposition universelle de 1900.